# Копылов, Иван Михеевич
Ива́н Михе́евич Копыло́в (15 октября 1928, Сибирский край — 29 июля 2000, Санкт-Петербург) — советский астроном, доктор физико-математических наук (1967).

## Биография
Родился в селе Ускат Бочатского района (ныне Кемеровской области). В 1945 году окончил среднюю школу в посёлке Мундыбаш В 1950 окончил Ленинградский университет. В 1950—1966 годах работал в Крымской астрофизической обсерватории, в 1966—1988 годах — в Специальной астрофизической обсерватории (в 1966—1985 годах — директор), в 1988—2000 годах — в Пулковской обсерватории.
Научные работы относятся к физике звёзд, астрономическому приборостроению.
В 1956—1960 годах разработал систему двумерной спектральной классификации для звёзд спектральных классов O5-F2 на основе измерения эквивалентных ширин линий поглощения у большого числа звёзд ранних спектральных классов, провел детальное исследование тонкой структуры диаграммы спектр — светимость. Совместно с А. А. Боярчуком составил сводный каталог скоростей вращения 2362 звёзд, в 1959 году изучил распределение звёзд по величинам скоростей, а также скоростей вращения для различных групп пекулярных звёзд. Выполнил обширный ряд спектральных, статистических и эволюционных исследований нестационарных звёзд (типов Be, β Большого Пса, новоподобных, новых и повторных новых звёзд, цефеид). Рассмотрел пространственное распределение горячих звёзд, новых и сверхновых звёзд, долгопериодических цефеид, планетарных туманностей, определил параметры галактических подсистем, в которые входят звёзды этих типов. В 1962—1967 годах на основе анализа спектров горячих звёзд определил химический состав их атмосфер и их физические характеристики, дал эволюционную интерпретацию диаграммы спектр — светимость для горячих звёзд. Развил и усовершенствовал метод определения электронных плотностей в атмосферах горячих звёзд. Выполнил цикл работ по детальному спектральному исследованию магнитных и металлических звёзд (1969—1976), оптических компонентов рентгеновских источников (1980—1981). Занимался вопросами создания, исследования и применения астрономической техники (телескопы, спектрографы).
Именем Копылова названа малая планета (9932 Kopylov), открытая Н. С. Черных 23 августа 1985 года в Крымской астрофизической обсерватории.